# Valentinianismo
El valentinianismo fue una de las más importantes sectas cristianas gnósticas del siglo II, fundada por Valentín y sus discípulos. Su influencia se difundió ampliamente, no solo dentro de Roma sino también desde el noroccidente africano hasta Egipto y hasta Asia Menor y Siria en el oriente.
Posteriormente el movimiento se dividió entre las escuelas oriental y occidental. Los discípulos de Valentín se mantuvieron activos hasta el siglo IV, después de que el Imperio romano se declarara cristiano.
La doctrina, prácticas y creencias de Valentín y el movimiento gnóstico que llevaba su nombre fueron condenadas como heréticas por líderes y estudiosos proto-ortodoxos de la iglesia. Prominentes padres de la Iglesia como Ireneo de Lyon e Hipólito de Roma escribieron en contra del gnosticismo. Puesto que los primitivos líderes de la iglesia invitaron a la destrucción de los textos gnósticos, la mayoría de la evidencia a favor de la teoría valentiniana viene de sus críticos y detractores, particularmente Ireneo, pues tenía una particular preocupación por refutar el valentinianismo.

## Historia
Valentín nació aproximadamente en el año 100 y murió en Alejandría alrededor del año 180. De acuerdo con el erudito cristiano Epifanio de Salamina, nació en Egipto y estudió en Alejandría, donde enseñaba el gnóstico Basílides. Sin embargo, Clemente de Alejandría (c.150 – c.215), otro erudito y profesor cristiano, reporta que Valentín fue discípulo de Teudas, a su vez un discípulo del apóstol Pablo. Tenía reputación de ser un hombre extremadamente elocuente que poseía mucho carisma y tenía una habilidad innata para atraer a la gente. Viajó a Roma en algún punto entre 136 y 140, en época del Papa Higinio y habría ascendido al punto más alto de su carrera en la enseñanza entre los años 150 y 155, durante la época del Papa Pío I.
Se dice que Valentín fue un maestro muy exitoso, y por algún tiempo a mediados del siglo II fue incluso un miembro prominente y respetado de la comunidad católica de Roma. En algún punto durante su carrera habría incluso aspirado a alcanzar el oficio de obispo, y al parecer fue después de haberse rehusado a aceptar la posición que se separó de la Iglesia Católica. Se dice también que fue un escritor prolífico, pero los únicos restos que sobreviven de su trabajo vienen de citas que han sido transmitidas por Clemente de Alejandría, Hipólito de Roma y Marcelo de Ancira. La mayoría de académicos creen también que Valentín escribió el Evangelio de la Verdad (conocido a la sazón como "Evangelio de Valentín"), uno de los textos de Nag Hammadi.
Hacia el año 160 existía una escuela valentiniana, que pudo haber sido fundada por el mismo Valentín una o dos décadas antes. Valentín tuvo numerosos discípulos, de los que quedan algunos escritos, y de los que nos dan noticias numerosos escritores cristianos: S. Ireneo en el Adversus haereses, Hipólito en los Philosophumena (o Refutatio), Tertuliano en el Adversus Valentínianum, etc. Entre los valentinianos más notables se cuentan Heracleón, Ptolomeo, Florino, Axionico y Teódoto.
Su secta se dividió en dos ramas: la ítala y la anatolia. A la primera, más sobria, pertenecen  Ptolomeo, Florino y Heraklion. La rama anatolia u oriental, más complicada y menos conocida, tiene como representantes a Marcos el mago, Axiónico y Ardesianes.
Los pocos fragmentos que poseemos de los escritos de Valentín son insuficientes para reconstruir su doctrina, que sufrió algunas remodelaciones a través del tiempo por sus discípulos. Sin embargo podemos deducir por los escritos de Ireneo, sobre todo, que su creencia se basaba en un sistema de emanaciones (eones) que componían el mundo divino o pléroma. Dividía a los hombres en hílicos (materiales), psíquicos (animales) y pneumáticos o gnósticos (espirituales). Sólo estos últimos podían aspirar a la perfección y al desposorio con los ángeles. Tras el proceso de degradación provocado por Sophía (el eón último más imperfecto del pléroma, origen del pecado) viene el proceso de redención que culmina en la bajada del Logos (Cristo) al mundo. El Salvador ilumina a los gnósticos en el «descubrimiento» de su realidad divina. Con la muerte, el elemento divino presente en el gnóstico se reintegrará al pléroma; también a los psíquicos se les ha reservado una salvación inferior, extrapleromática, mientras que los hombres materiales caerán en una disolución total.
Posteriormente el sistema valentiniano fue complicándose aún más por innumerables discípulos hasta alcanzar el culmen de lo confuso que muestran, p. ej., la Pístis Sophía y los Libros de jeu. La Carta doctrinal de los Valentinianos, reseñada por San Epifanio (Panarion, 31 ), es una muestra de ese Valentinianismo barbarizado.

## El sistema Valentiniano
La teología que Ireneo le atribuyó a Valentín es extremadamente complicada y difícil de seguir. Existe algún escepticismo entre los académicos de que el sistema realmente se originó con él, y muchos creen que el sistema contra el que se oponía Ireneo era la construcción de valentinianos posteriores.

### Sinopsis
Según Ireneo, los valentinianos creían que en el principio había un Pléroma (literalmente, una "plenitud"). En el centro del Pléroma se encontraba el Padre primigenio o Bythos, el comienzo de todas las cosas y quien, tras eras de silencio y contemplación, proyectó treinta eones, arquetipos celestiales que representan quince sizigias o pares sexualmente complementarios. Entre ellos estaba Sophia. La debilidad, curiosidad y pasión de Sophia llevaron a su caída del Pléroma, y a la creación del mundo y del hombre, ambos con defectos. Los valentinianos identificaban al Dios del Antiguo Testamento como el Demiurgo, el creador imperfecto del mundo material. El hombre, el ser más elevado en este mundo material, participa tanto de la naturaleza espiritual como de la material. El trabajo de redención consiste en liberar a la primera de la segunda. Se requería reconocer al Padre, la profundidad de todo ser, como la verdadera fuente de poder divino para alcanzar la gnosis (conocimiento). Los valentinianos creían que el alcanzar este conocimiento por parte del individuo humano tenía consecuencias positivas dentro del orden universal y contribuía a restaurar ese orden, y que la gnosis, y no la fe, era la clave para la salvación. Clemente escribió que los valentinianos consideraban a los cristianos católicos "como personas simples a quienes atribuían fe, mientras que piensan que la gnosis está en ellos mismos. A través de la excelente semilla que se encuentra en ellos, son redimidos por naturaleza, y su gnosis está tan alejada de la fe como lo está lo espiritual de lo físico."

### Eones
La superestructura del sistema celestial, el mundo celestial de los eones, se desarrolla aquí de la manera más complicada. Estos eones pertenecen al mundo puramente ideal, noumenal, inteligible o suprasensible; son inmateriales, son ideas hipostáticas. Junto con la fuente de la que emanan, forman el Pléroma. La transición de lo inmaterial a lo material, de lo nouménico a lo sensible, se produce por medio de un defecto, una pasión o un pecado, en la eón femenina Sophia.

### Esquema de los eones
Epifanio alega que los valentinianos "describieron a sus treinta eones a la manera mitológica, pensando que se conformaban a los años de Jesús." De los ocho seres celestiales de la Ogdóada, cuatro son peculiares al sistema valentiniano. El tercer par de eones, Logos y Zoe, ocurren solamente aquí, y el lugar de este par no está firmemente establecido, y ocurren a veces antes y a veces después del cuarto par de eones, el Anthropos y la Ekklesia. No podemos estar muy equivocados en sospechar que Valentín había sido influenciado por el prólogo del cuarto Evangelio (también encontramos los nombres probablemente jóanicos de Monógenes y Parákletos en la serie de los eones).

### Sophia
En el valentinanismo, Sophia siempre se encuentra absolutamente en el centro del sistema, y en cierto sentido parece representar el principio femenino supremo.
Sophia es la más joven de los eones. Observando la multitud de eones y el poder de engendrarlos, se apresura a regresar a la profundidad del Padre, y busca emularlo produciendo descendencia sin tener relaciones conyugales, pero proyecta tan solo un aborto, una sustancia sin forma. Ante esto es expulsada del Pléroma hacia el subestrato primigenio de la materia. En los sistemas valentinianos, la caída de Sophia aparece en dos formas. La Sophia superior permanece aún dentro del mundo superior tras crear una perturbación, y tras su expiación y arrepentimiento; su descendencia prematura, Sophia Achamoth, es sin embargo removida del Pléroma y se convierte en la heroína del resto de la historia. Esta Sophia caída se convierte en un poder creativo del mundo.
Sophia Achamoth, o "Sabiduría inferior," la hija de la "Sabiduría superior," se convierte en la madre del Demiurgo, identificado con el Dios del Antiguo Testamento.
Los gnósticos son hijos de Sophia; de ella la semilla celestial, la chispa divina, descendió a este mundo inferior, sujeto al Heimarmene (destino) y en manos de espíritus y poderes hostiles; y todos sus sacramentos y misterios, sus fórmulas y símbolos, deben ser para encontrar el camino hacia arriba, de vuelta al cielo más alto. Esta idea según la cual los gnósticos saben que están en un mundo hostil y malvado se refleja en la misma dirección en la que lo hace la concepción de Sofía. Ella se convirtió asimismo en un eón caído. que se ha hundido en el mundo material y busca liberarse de él, recibiendo su liberación a manos de un Redentor celestial, exactamente como los gnósticos.
La diosa que se hunde en el material puede identificarse fácilmente con Ruach (רוח), el Espíritu de Dios, que se sienta sobre el Caos, o incluso con el Jojmá posterior, que generalmente se concibe como un agente creador del mundo.
Valentín siguió muy de cerca este sistema, doctrinas que pudo haber llegado a conocer en Egipto. Ireneo caracteriza a los gnósticos como los pneumatici que tienen un conocimiento perfecto de Dios y han sido iniciados en los misterios de Achamoth.

### Anthropos
La principal influencia funcionando aquí parece haber sido la idea del Anthropos celestial (es decir, el Hombre Primigenio), de quien el mito originalmente relata se ha hundido en la materia y luego se ha levantado de ella nuevamente, que aparece en su forma simple en sistemas gnósticos individuales, por ejemplo, en el Poimandres (en el Corpus Hermeticum) y en el maniqueísmo.
Según Valentín, el Anthropos no aparece ya como el poder creador de mundos hundiéndose en el mundo material, sino como un eón celestial del mundo superior (o incluso como el dios supremo), que se encuentra en una relación claramente definida con el eón caído. Adán fue creado en el nombre de Anthropos, y sobrecoge a los demonios por el miedo al hombre preexistente. Este Anthropos es un elemento cosmogónico, mente pura en oposición a materia, mente concebida hipostáticamente como emanando de Dios y no oscurecida aún por el contacto con la materia. Esta mente es considerada como la razón de la humanidad, o como la humanidad misma, como una idea personificada, una categoría sin corporeidad, la razón humana concebida como el Mundo-Alma. Es posible que el papel del Anthropos se transfiera aquí a Sophia Achamoth.
También está claro por qué la Ekklesia aparece junto con el Anthropos. Con esto se asocian la comunidad de fieles y los redimidos, quienes han de compartir el mismo destino con él. La gnosis perfecta (y por tanto todo el conjunto entero de gnósticos) está conectada con el Anthropos.

### Cristo
Junto a Sophia se encuentra una divinidad masculina redentora. En el sistema valentiniano verdadero, el Cristo es el hijo de la Sophia caída, quien por tanto se concibe como un individuo. Sophia concibe una pasión por el Primer Padre mismo, o más bien, con el pretexto del amor busca acercarse al inalcanzable Bythos, lo Incognoscible, y comprender su grandeza. A través de su anhelo por ese ser superior, produce un eón que es más alto y más puro que ella misma, y quien de inmediato se eleva a los mundos celestiales. Cristo se compadece de la sustancia abortiva nacida de Sofía y le da esencia y forma, con lo cual Sofía trata de subir de nuevo al Padre, pero en vano. En la figura enigmática de Cristo nuevamente encontramos oculta la concepción original del Hombre Primigenio, que se hunde en la materia, pero se levanta de nuevo.
En el sistema Ptolomeico completamente desarrollado, encontramos una concepción afín, pero con una ligera diferencia. Aquí Cristo y Sofía aparecen como hermano y hermana, con Cristo representando el elemento superior y Sophia el inferior. Cuando este mundo ha nacido de Sofía como consecuencia de su pasión, dos eones, Nous (mente) y Aletheia (verdad), por orden del Padre, producen dos nuevos eones, Cristo y el Espíritu Santo; estos restablecen el orden en el Pleroma, y en consecuencia todos los eones combinan sus mejores y más maravillosas cualidades para producir un nuevo eón (Jesús, Logos, Soter o Cristo), cuya "Primicia" ofrecen al Padre. Y este eón-redentor celestial se casa ahora con el eón caído; ellos son “la novia y el novio.” Se afirma audazmente en la exposición en el Philosophumena de Hipólito que producen entre ellos 70 ángeles celestiales.
Este mito puede conectarse con el Jesús de Nazaret histórico al relatar aún más que Cristo, habiéndose unido a la Sophia, desciende sobre el Jesús terrenal, hijo de María, en su bautismo, y se convierte en el Salvador de los hombres.

### Horos
Una figura completamente peculiar del gnosticismo valentiniano es la de Horos (el Limitador). El nombre es quizás un eco del Horus egipcio.
La tarea de Horos es separar a los eones caídos del mundo superior de los eones. Al mismo tiempo, se convierte en una especie de poder creador de mundos, que en esta capacidad ayuda a construir un mundo ordenado a partir de Sophia y sus pasiones. También es llamado Stauros (cruz), y con frecuencia encontramos referencias a la figura de Stauros. Las especulaciones sobre el Stauros son anteriores al cristianismo, y puede haber una concepción platónica actuando aquí. Platón ya había declarado en el Timeo que el Alma del Mundo (Mundo-Alma) se reveló a sí misma en la forma de la letra Chi (X), con la cual se refería a la figura descrita en los cielos por las órbitas en intersección del sol y la eclíptica planetaria. Puesto que a través de esta doble órbita se determinan todos los movimientos de los poderes celestiales, así mismo todo "convertirse" y toda vida dependen de ello, y así podemos entender la afirmación de que el Alma del Mundo (Mundo-alma) aparece en forma de una X, o una cruz.
La cruz también puede representar al maravilloso eón de quien depende el ordenamiento y la vida del mundo, y así Horos-Stauros aparece aquí como el primer redentor de Sophia sobre sus pasiones, y como el que da orden a la creación del mundo que comienza ahora. Naturalmente, entonces, la figura de Horos-Stauros a menudo se asimiló a la del Redentor cristiano. Posiblemente se encuentren ecos de esto en el Evangelio de Pedro, donde la Cruz misma es descrita hablando e incluso flotando fuera de la tumba. [cita requerida]

### Monismo
Peculiarmente valentiniana es la derivación antes mencionada del mundo material a partir de las pasiones de Sofía. Es cuestionable si esto formaba parte ya del sistema original de Valentín, pero en cualquier caso juega un papel destacado en la escuela valentiniana y, en consecuencia, aparece en las variaciones más diversas en la descripción dada por Ireneo. Es a través de esto que se alcanza el monismo comparativo del sistema valentiniano y se supera el dualismo de concebir de dos mundos separados de luz y oscuridad:
Este conjunto [de pasiones] ... fue la sustancia de la materia de la cual se formó este mundo. A partir de [su deseo de] regresar [al que le dio la vida], cada alma que pertenece a este mundo y la del Demiurgo mismo, derivaron su origen. Todas las otras cosas le debieron su origen a su terror y su tristeza. Pues de sus lágrimas se formó todo lo que es de naturaleza líquida; de su sonrisa todo lo que es resplandeciente, y de su aflicción y perplejidad todos los elementos corporales del mundo.

### Demiurgo
Esta derivación del mundo material a partir de las pasiones de la Sophia caída se ve afectada enseguida por una teoría más antigua, que probablemente ocupó un lugar importante en el sistema valentiniano principal. Según esta teoría, el hijo de Sophia, a quien forma bajo el modelo del Cristo que ha desaparecido en el Pleroma, se convierte en el Demiurgo, quien con sus ángeles ahora aparece como el poder creador de mundos real.
Según la concepción más antigua, era un descendiente maligno y malicioso de su madre, quien ya ha sido privado de cualquier partícula de luz. En los sistemas valentinianos, el Demiurgo era el descendiente de una unión entre Sophia Achamoth y la materia, y aparece como el fruto del arrepentimiento y la conversión de Sophia. Sin embargo, en tanto Achamoth misma era solo la hija de Sophia, la última de los treinta eones, el Demiurgo distanciaba en muchas emanaciones del Dios Supremo. El Demiurgo al crear este mundo a partir del Caos estaba influenciado inconscientemente hacia el bien por Cristo, y el universo, para sorpresa incluso de su Creador, se volvió casi perfecto. El Demiurgo lamentó incluso su leve imperfección, y como se consideraba a sí mismo el Dios Supremo, intentó remediar esto enviando un Mesías. Sin embargo, a este Mesías estaba unido en realidad Cristo el Salvador, quien redimió a los hombres.

### Creación del Hombre
A la doctrina de la creación del mundo se conecta el asunto de la creación del hombre. Según ésta, los ángeles creadores del mundo, no uno, sino muchos, crean al hombre, pero la semilla (simiente) del espíritu entra en su criatura sin que lo sepan, por medio de la agencia de un eón celestial superior, y luego les aterra la facultad de hablar por medio de la cual su criatura se eleva por encima de ellos e intenta destruirlo.
Es significativo que se atribuya al propio Valentín el haber escrito un tratado sobre la triple naturaleza del hombre, quien se representa a la vez como espiritual, psíquico y material. De acuerdo con esto también surgen tres clases de hombres: los hylichini, los psychici y los pneumatici. Esta doctrina se remonta al menos a La República de Platón.
- Los primeros, los materiales, volverán a la aspereza de la materia y finalmente serán consumidos por el fuego.
- Los segundos, o psíquicos, junto con el Demiurgo como su maestro, entrarán en un estado medio, ni el cielo (Pléroma) ni el infierno (materia).
- Los terceros, los hombres puramente espirituales, serán liberados completamente de la influencia del Demiurgo y junto con el Salvador y Achamoth, su esposa, ingresarán al Pléroma despojados de cuerpo y alma.

Sin embargo, no es unánime la creencia de que las personas materiales o psíquicas no tenían esperanza. Algunos han argumentado a partir de las fuentes existentes que los humanos podrían reencarnarse en cualquiera de las tres, por lo tanto, una persona material o psíquica podría tener la oportunidad de renacer en una vida futura como una persona espiritual.

También encontramos ideas que enfatizan la distinción entre el soma psychikon y el soma pneumatikon:
La redención perfecta es el conocimiento mismo de la grandeza inefable: puesto que a través de la ignorancia surgió el defecto ... el sistema entero que surge de la ignorancia se disuelve en la gnosis. Por tanto, la gnosis es la redención del hombre interior; y no lo es del cuerpo, porque el cuerpo es corruptible; ni del psíquico, pues incluso el alma es producto del defecto y es un alojamiento para el espíritu: pneumática (espiritual) por tanto ha debe ser la redención misma. A través de la gnosis, entonces, se redime el hombre espiritual interior: así que para que nos basta la gnosis del ser universal: y esta es la verdadera redención.

### Soteriología
La salvación no es meramente redención individual de cada alma humana; es un proceso cósmico. Es el retorno de todas las cosas a lo que eran antes de que la falla en la esfera de los Eones creara la materia y aprisionara una parte de la Luz Divina en la malvada Hyle (materia). Esta liberación de las chispas de luz es el proceso de salvación; cuando toda la luz haya dejado la Hyle, ésta arderá y será destruida.
En el valentinanismo, el proceso es extraordinariamente elaborado, y aquí encontramos desarrollado de manera particularmente clara el mito del matrimonio celestial. Este mito, como veremos más detalladamente a continuación, y como se puede mencionar aquí, es de gran importancia para la piedad práctica de los gnósticos valentinianos. La idea principal de sus prácticas piadosas es repetir místicamente la experiencia de esta unión celestial del Salvador con Sophia. En este sentido, en consecuencia, el mito experimentó un desarrollo aún más amplio. Así como el Salvador es el novio de Sophia, así los ángeles celestiales, que a veces aparecen como los hijos del Salvador y Sophia, otrora como escoltas del Salvador, son los varones comprometidos a matrimonio con las almas de los gnósticos, que son vistas como femeninas. De esta manera, cada gnóstico tenía una contraparte no caída, de pie en presencia de Dios, y el objeto de una vida piadosa era provocar y experimentar esta unión interna con el abstracto personaje celestial. Esto nos lleva directamente a las ideas sacramentales de esta rama del gnosticismo (ver más abajo). También explica la expresión utilizada hacia los gnósticos en Ireneo, respecto a que siempre meditan sobre el secreto de la unión celestial (la Syzygia).
"La consumación final de todas las cosas tendrá lugar cuando todo lo que es espiritual haya sido formado y perfeccionado por la gnosis".

### Gnosis
El punto central de la piedad de Valentín parece haber sido el de la contemplación mística de Dios. En una carta preservada por Clemente de Alejandría, establece que el alma del hombre es como una posada, habitada por muchos espíritus malignos.
Empero, cuando el Padre, que solo Él es bueno, mira hacia abajo y a su alrededor, entonces el alma se santifica y yace a plena luz, y entonces aquel que tiene un corazón como éste ha de ser llamado feliz, pues contemplará a Dios.
Pero esta contemplación de Dios, como la declara Valentín, siguiendo estrecha y deliberadamente las doctrinas de la Iglesia y con él al compilador del Evangelio de Juan, se logra a través de la revelación del Hijo. Este místico discute también una visión que se conserva en el Philosophumena de Hipólito: [29]
Valentín ... había visto a un bebé recién nacido; y al preguntarle (a este niño), procedió a preguntar quién podía ser. Y (el niño) respondió, diciendo que él mismo era el Logos, y luego añadió una suerte de leyenda trágica...
Con entusiasmo celestial, a este punto Valentín examina y describe el mundo celestial de los eones, y su conexión con el mundo inferior. Exaltada alegría de batalla y coraje valiente se respiran en el sermón en el que Valentín se dirige a los fieles:
Sois desde el principio inmortales e hijos de la vida eterna, y deseáis dividir la muerte entre vosotros como una presa, para destruirla y aniquilarla por completo, para que así la muerte muera en vosotros y a través de vosotros, pues si disolvéis el mundo, y no sois vosotros mismos disueltos, entonces sois señores sobre la creación y sobre todo lo que perece.

## Sacramentos
Las autoridades acerca de las prácticas sacramentales de los valentinianos se conservan especialmente en los relatos de los marcosianos que figuran en Ireneo I. 13 y 20, y en la última sección del Excerpta ex Theodoto de Clemente de Alejandría.

En casi todas las oraciones sacramentales de los gnósticos transmitidas por Ireneo, la Madre es el objeto de invocación. Hay, aún más, varias figuras en la mente de los gnósticos en el sistema completamente desarrollado de los valentinianos cuando invocan a la Madre. A veces es la Achamoth caída, a veces la Sophia superior que permanece en el mundo celestial, a veces Aletheia, la consorte del padre celestial supremo, pero siempre es la misma idea, la Madre, en quien la fe de los gnósticos esta fijada. Así, una confesión de fe bautismal de los gnósticos dice:
En el nombre del desconocido Padre de todo, por Aletheia, la Madre de todo, por el nombre que descendió sobre Jesús.

### Recámara nupcial
El sacramento principal de los valentinianos parece haber sido el de la recámara nupcial (nymphon). El Evangelio de Felipe, un probable texto valentiniano, dice:
Había tres edificios específicamente para el sacrificio en Jerusalén. El que daba al oeste se llamaba “El Santo.” Otro, que daba al sur, se llamaba “El Santo de lo Santo.” El tercero, que daba al este, se llamaba “El Santo de los Santos,” el lugar a donde solo entra el sumo sacerdote. El bautismo es el edificio “Santo.” La redención es el “Santo de lo Santo.” El “Santo de los Santos” es la recámara nupcial. El bautismo incluye la resurrección y la redención; la redención (tiene lugar) en la recámara nupcial.
Como Sophia se unió con el Salvador, su novio, así los fieles experimentarían una unión con su ángel en el Pléroma (cf. el "Yo Superior" o “Santo Ángel de la Guarda”). El ritual de este sacramento se indica brevemente: “Algunos de ellos preparan una recámara nupcial y en ella pasan por una forma de consagración, empleando ciertas fórmulas fijas, que se repiten sobre la persona que se iniciará, y afirmando que se hará un matrimonio espiritual según el patrón de la Syzygia superior.” Por un suceso fortuito, una fórmula litúrgica que se utilizaba en este sacramento parece conservarse, si bien en una forma confusa y en una conexión completamente diferente, pareciendo el autor no haber estado seguro respecto a su significado original. Dice:
Os concederé mi favor, pues el padre de todo ve a tu ángel ante él ... debemos ahora volvernos uno; recibe ahora esta gracia de mí y a través de mí; vístete como una novia que espera a su novio, para que puedas llegar a ser como soy yo, y yo como sos vos. Deja que la semilla de la luz descienda a tu recámara nupcial; recibe al novio y dale lugar, y abre tus brazos para abrazarlo. Mira, la gracia ha descendido sobre vos.
Otras características fundamentales de la doctrina de la recámara nupcial incluían el uso de espejos como parte de la decoración y la idea de que aquellos que habían participado en los rituales podrían engendrar niños en el mundo venidero.

### Bautismo
Además del sacramento de la recámara nupcial, los gnósticos practicaban ya el bautismo, usando la misma forma en todos sus aspectos esenciales que usaba la iglesia cristiana. El nombre que se le daba al bautismo, al menos entre algunas ramas, era el de apolytrosis (liberación); la fórmula bautismal se ha mencionado antes.
Los gnósticos se bautizan en el nombre misterioso que también descendió sobre Jesús en su bautizo. Los ángeles de los gnósticos también han tenido que bautizarse en este nombre para llevar la redención para sí mismos y para las almas que les pertenecen.
En la fórmula bautismal se menciona el nombre del Redentor una y otra vez. En una fórmula ocurren las palabras "Gozaría tu nombre, Salvador de la Verdad." La fórmula de conclusión de la ceremonia bautismal es "Sea la paz sobre todo aquel en quien descansa el Nombre." Este nombre pronunciado durante el bautismo sobre los fieles tiene sobre todo la importancia de que el nombre protegerá al alma en su ascenso por los cielos, le llevará de manera segura a través de todos los poderes hostiles hasta los cielos inferiores, y procurará su acceso a Horos, quien espanta a las almas inferiores a través de su palabra mágica. El bautismo también consecuencias para esta vida, como consecuencia de pronunciar el nombre protector sobre la persona bautizada, logrando su liberación de los poderes demónicos inferiores. Antes del bautismo, la Heimarmene (destino) es suprema, pero tras el bautismo el alma se libera de ella.

### Muerte
La unción con aceite estaba también conectada con el bautismo, y por tanto podemos también entender el sacramento de la muerte que ocurría entre algunos valentinianos y que consistía en una unción con una mezcla de aceite y agua. Este sacramento de la muerte tiene naturalmente el objetivo expreso de asegurar el camino al cielo más elevado para el alma, "de forma que el alma pueda ser intangible e invisible a los poderes y potestades más altos".[37] En esto encontramos también algunas fórmulas confiadas a los fieles, para que sus almas puedan pronunciarlas en su viaje ascendente. Una de estas fórmulas recita:
Soy hijo del Padre – el Padre que tenía una preexistencia, y un hijo en Él que es preexistente. He llegado a contemplar todas las cosas, las que pertenecen a mí y las que pertenecen a otros, si bien, en sentido estricto, no le pertenecen a otros, sino a Achamoth, quien es femenina por naturaleza, e hizo estas cosas para sí misma. Pues de Él que es preexistente derivo el ser, y vengo de nuevo a mi propio sitio de donde partí...
Otra fórmula se añade, en la cual aparece una distinción en la invocación entre la Sophia superior y la inferior. Otra oración del mismo estilo se encuentra en Ireneo I, 13, y se afirma expresamente que una vez la oración se pronuncia la Madre lanza el casco homérico (comparar con el Tarnhelm) sobre el alma fiel, y de esta forma lo hace invisible a los poderes y potestades que le rodean y le atacan.

### Reacción
Por otra parte, reacciones ocurrieron en distintos puntos en contra de los ritos sacramentales. Una piedad pura, que se eleva por encima del simple sacramentalismo, se respira en las palabras de los gnósticos que se conservan en el Excerpta ex Theodoto, 78, 2:
Pero no es el bautismo sólo lo que nos libera, sino el conocimiento (gnosis): quiénes fuimos, en qué nos hemos convertido, en dónde nos hemos hundido, hacia dónde nos apresuramos, de dónde somos redimidos, qué es el nacer y el renacer.